# اناهیم هیلز، اناهیم، کالیفرنیا
اناهیم هیلز، اناهیم، کالیفرنیا (به انگلیسی: Anaheim Hills, Anaheim, California) یک منطقهٔ مسکونی در ایالات متحده آمریکا است که در آناهایم، کالیفرنیا واقع شده‌است.